# Rassemblement du peuple français
Het Rassemblement du peuple français RPF, Nederlands: Groepering van het Franse Volk', was een politieke partij in Frankrijk, die  in 1947 door Charles de Gaulle met Gaston Palewski werd opgericht. Het was dus een gaullistische partij. De partij verzette zich tegen de grondwet van de Vierde Franse Republiek.
Het Rassemblement du peuple français haalde bij de parlementsverkiezingen van 1951 21,6% van de stemmen, goed voor 120 zetels in de Assemblée nationale. De RPF werd de grootste zelfstandige fractie in het Franse parlement. Ondanks dit feit, verkreeg de partij weinig macht en werd in 1955 reeds opgeheven. Haar opvolger als gaullistische partij was de Union des républicains d'action sociale URAS, die van 1953 tot 1956 bestond en op haar beurt door de Union pour la Nouvelle République UNR werd opgevolgd.
Paul Giacobbi was in de twee kabinetten met de RPF minister: in het kabinet-Queuille II, 2 juli - 12 juli 1950, en het kabinet-Pleven I, 12 juli 1950 - 10 maart 1951.

## Secretarissen-generaal
| Persoon           | Periode     |
| ----------------- | ----------- |
| Jacques Soustelle | 1947 - 1951 |
| Louis Terrenoire  | 1952 - 1954 |
| Jacques Foccart   | 1954        |